# The Marshall Mathers LP
The Marshall Mathers LP — третій студійний альбом американського репера Емінема, що вийшов 23 травня 2000 року на лейблах Aftermath Entertainment та Interscope Records. Диск, який заведено вважати найголовнішим в кар'єрі Емінема, був проданий за перший тиждень в кількості 1.78 мільйона копій і був занесений в Книгу рекордів Гіннеса як найшвидше розпродуваний реп-альбом в світі. За даними на липень 2015 року, альбом розійшовся тиражем 12,678,897 примірників у США. А в усьому світі наклад становить 34,567,903 копій. Також платівка є найпродаванішою, починаючи з 2000 року. 
Однак альбом зустрів не тільки визнання критиків і публіки, але й протести з боку Асоціації геїв і лесбійок (GLAAD) за гомофобну і жорстоку лірику. Майбутня друга леді Лінн Чейні розкритикувала текст пісні на слуханнях у Сенаті США, а канадський уряд розглядав можливість відмовити Емінемові у в'їзді до країни. Незважаючи на суперечки, він отримав широке визнання критиків, які високо оцінили ліричні здібності Емінема та вважали, що альбом має емоційну глибину.
Продакшном альбому займалися сам Емінем, Dr. Dre, Mel-Man, Bass Brothers, F.B.T. і The 45 King. Альбом породив три хіт-сингли: «The Real Slim Shady», «The Way I Am» і «Stan», а також містить гостьову участь Dido, RBX, Sticky Fingaz, Bizarre, Dr. Dre, Snoop Dogg, Xzibit, Nate Dogg, Пола Розенберга і D12.
5 листопада 2013 року вийшов сіквел цього альбому під назвою The Marshall Mathers LP 2.

## Про альбом

### Тематика
Емінем назвав альбом своїм власним іменем, що говорить про серйозніші та особистіші настрої, на відміну від його попереднього альбому The Slim Shady LP, в якому Маршалл говорив від імені вигаданого персонажа Сліма Шейді. Здебільшого, в The Marshall Mathers LP Емінем розповідає про свій шлях до слави, а також відповідає на критику попереднього альбому. Як і в The Slim Shady LP, присутні згадки про окультизм. Інші теми альбому це відносини Емінема з його родиною, зокрема дружиною і матір'ю.

### Продюсування
Велику частину першої половини альбому спродюсували Dr. Dre і Mel-Man, чия музика дозволила акцентувати увагу на читанні і текстах. F. B. T. Productions і Eminem спродюсували другу половину альбому, їх звучання відрізнявся від повільної меланхолійної гітарної музики до пісні «Marshall Mathers» до похмурої, жорстокої атмосфери дуету з Bizarre з D12 «Amityville». Музику до знаменитого хіта «Stan» зробив The 45 King, взявши семпл з пісні Dido «Thank You», додавши повільний бас.

### Піратські копії
Перші бутлеги The Marshall Mathers LP з'явилися на початку 2000. У них було 14 треків; «Remember Me», «Marshall Mathers», «i'm Back» і «Ken Kaniff» були відсутні. В кінці «Criminal» був захований дисс на Еверласта (Everlast) «Quitter». Він відрізнявся від інших версій дисса тим, що фрістайл під музику з пісні Тупака Шакура «Hit 'Em Up» був вирізаний.

## Критика і суперечності
У перший тиждень альбом був проданий у кількості 1 049 760 примірників (що було абсолютним рекордом для реп-альбому), перевершивши результат, якого досяг Snoop Dogg у 1993 році зі своїм дебютним альбомом Doggystyle, і досягнувши результату аналогічного рекорду Брітні Спірс, як самого швидко розпродаванного сольного артиста. The Marshall Mathers LP досі є найуспішнішим альбомом Емінема в плані продажів, до кінця року було продано 7.9 мільйонів копій — найвищий результат в 2000 році. На сьогоднішній день в США було продано більше 10 мільйонів копій.
Протести, викликані жорстокою і гомофобною лірикою альбому, досягли межі, коли альбом був номінований на чотири Греммі в 2001 році, включаючи номінацію на Альбом Року (вперше для хардкорного реп-альбому взагалі). На церемонії Емінем виконав «Stan» в дуеті із співаком-гомосексуалом Елтоном Джоном, який грав на піаніно і співав приспів замість Dido. Все це було зроблено, щоб довести, що Емінем — не гомофоб, і заспокоїти GLAAD, однак це не допомогло, і асоціація навіть висловлювала протест проти рішення Елтона виступити з Емінемом. Незважаючи на весь галас, The Marshall Mathers LP удостоївся номінації в категорії «Альбом року», але, на загальний подив, не отримав премію, програвши групі Steely Dan з їх першим за багато років альбомом Two Against Nature.
Незважаючи на протести та бойкоти з боку GLAAD та інші суперечності, альбом зустрів захоплену критику. Allmusic назвали альбом практично ідеальним, високо оцінивши музичну складову. New Musical Express дав альбому найвищу оцінку зі словами «Приголомшлива атака ліричного генія». Entertainment Weekly оцінили альбом за його різноманітність і за «беззахисність і одночасну стійкість до критики, лицемірність і щиросердність, неможливість прослуховувати і одночасну неможливість заперечувати його якість» і сказавши, що це «перша велика поп-платівка XXI століття».
У 2002 році французький джазовий піаніст Жак Лусье подав позов на Емінема, вимагаючи 10 мільйонів за те, що Емінем нібито вкрав біт для своєї пісні «Kill You» з пісні Лусьера «Pulsion». Він також вимагав, щоб були припинені всі продажі альбому, а копії, що залишилися, були знищені. Проте суд не задовольнив його вимог.

## Цензура
Аналогічно The Slim Shady LP, на початку альбому був скит «Public Service Announcement 2000», в якому йде попередження про жорстку лірику і темах альбому (щоправда, саме це попередження також рясніє ненормативною лексикою та образами на адресу особливо «чутливих» слухачів і критиків).
Деякі фрази були вирізані навіть з «Dirty» (не підлягає цензурі) версії альбому, такі як «I take seven [kids] from [Columbine], stand 'em all in line» з пісні «i'm Back», «[your attorney Fred Gibson's a] faggot!» з «Marshall Mathers» і «there's a [four] year old little [boy] laying dead with a slit throat» з «Kim». Останні 2 рядки можна почути в первісному варіанті на рідкісному збірнику The Shady Shizzle Collection.
Чиста версія альбому залишає такі слова як «ass», «shit», «bitch», «goddamn» і «nigga». Головним чином були вирізані всі рядки, в яких присутня образи та насильство по відношенню до поліції, повій, жінок, геїв і Columbine High School. На більшості копіях чистої версії альбому 25-секундний «Public Service Announcment 2000» урізаний до 2 секунд тиші, однак на інших чистих версіях він залишений. Також повністю вирізана пісня «Kim», бо в ній Емінем читає про те, як він убиває свою дружину. Трек замінений на пісню в стилі мультсеріалу «Південний парк» про шкоду наркотиків «The Kids». Пісня «Bitch Please II» і чистій, і в «Dirty»-версіях позначена як «B**** Please II». В цій пісні до речі вирізана фраза «Bang-Bang» чистої версії, яку читає Snoop Dogg.
У пісні «Marshall Mathers» крім вирізаної «your attorney Fred Gibson's a» вирізаний весь рядок «[your attorney Fred Gibson's a faggot!]». У пісні «i'm Back» з чистої версії вирізані рядки «Add an AK-47, a revolver, a nine A mack 11 and an all assault a problem of mine». «Kill You» в чистій версії позначена як « **** You». Пісня «Drug Ballad» позначена в чистій версії як просто «Ballad». «Criminal» на 1-2 хвилини коротший, ніж у версії без цензури. «Amityville» на кілька секунд коротше, ніж у версії без цензури.

## Диси на Insane Clown Posse
У відповідь на дисс на Емінема, записаний детройтською реп-групою Insane Clown Posse «Eminem's Mom», Маршалл записав скит «Ken Kaniff», в якому пародіюються члени Insane Clown Posse Shaggy 2 Dope і Violent J, які роблять мінет Кену Каниффу і в той момент, коли він просить назвати його по імені, вони кажуть «Емінем».
У пісні «Marshall Mathers» Емінем заявляє наступне: «I was put here to put fear in faggots who spray Faygo Root Beer and call themselves „clowns“ cause they look queer. Faggot 2 Dope and Silent Gay claiming Detroit, when y'all live twenty miles away (fuckin' punks) and I don't wrestle, i'll knock you fucking faggots the fuck out». («Я прийшов, щоб лякати тих педиків, що розбризкують Faygo Root Beer і називають себе клоунами, тому що ними себе і виставляють. Faggot 2 Dope і Silent Gay, ви говорите про Детройті, хоча самі живете за двадцять миль від нього і хоча я не борець, я, довбані педики, навішаю вам»). (ICP також брали участь в реслінгу і тут натяк, що реслінг, це постановочна боротьба, де все не по-справжньому, а Емінем зробить це з ними насправді)

## Сингли
На всі три синглу були зняті кліпи.

### The Way I Am
«The Way I Am» була другим синглом. Пісня похмуріша, агресивніша та серйозніша, ніж головний сингл альбому «The Real Slim Shady».
Це був перший біт, який зробив Емінем, він використовував зловісний бас, клавішні і дзвін. У пісні Емінем вихлюпує свою злість на фанатів, які надто на нього тиснуть, просять автограф у Маршалла, навіть коли він у туалеті, і на керуючих лейблу, які вимагають зробити такий же успішний хіт, як «My Name Is». Він також висловлює свою думку з приводу стрілянини в школі Columbine.
У приспіві Емінем намагається розібратися в самому собі, ким він став. Попередній альбом, «The Slim Shady LP», був менш серйозним і «мультяшним», і в ньому Емінем читав від особи Сліма Шейді, тоді як критики помилково вважають, що Емінем, Маршалл Метерс і Слім Шейді — одна і та ж особа. Як і багато артистів, хто створив собі альтер-его (такі як Девід Боуї, Еліс Купер), Емінем сумнівається в тому, ким він став і ким буде.
Приспів використовує рими, схожі на ті, що зробив репер Rakim у пісні «As The Rhyme Goes On» з його дебютного альбом з DJ Eric B..
I'm the R the A to the K-I-M
If I wasn't, then why would I say I am?

### Stan
Пісня «Stan» стала третім синглом з The Marshall Mathers LP. Вона посіла перше місце в чартах Великої Британії та Австралії. Ця пісня була прийнята критиками, отримавши звання 'Віха в культурі'.
«Stan» — це історія про одержимого Емінемом фаната на ім'я Стен, який постійно шле йому листа, але не отримує відповіді. Остаточно розчарувавшись у своєму кумирі, Стен падає на машині з мосту, зі своєю вагітною дівчиною в багажнику. Перші три куплети читаються від особи Стена, перші два — листи, а третій куплет Стен записує на касету, поки їде в машині. Він збирався відіслати її Емінему, але, будучи п'яним за кермом, не справляється з керуванням і падає в річку. У пісні використовується багато звукових ефектів: звуки дощу і грому, який пише на папері олівця, і звуків машини Стена у третьому куплеті. Коли машина падає з мосту, ми чуємо скрегіт шин, гуркіт машини, що розбила огорожу, сплески води, що дуже нагадує пісні «Dead man's Curve» і «Leader of the Pack». У четвертому куплеті Емінем пише лист Стену, в якому радить йому не так сильно захоплюватися музикою, і приділяти більше уваги своїй вагітній дівчині. Як аргумент він наводить почуту в новинах історію про те, як молодий чоловік разом зі своєю вагітною дівчиною загинув, впавши з мосту на машині, але в останній момент розуміє, що це і був Стен.
Пісня також є відповіддю критикам, які заявляли що Емінем читає надто багато про насильство і наркотики. Але «Stan» дає нам зрозуміти, що Емінем не хоче і не передбачає того, щоб його тексти сприймали всерйоз: «what's this shit you said about you like to cut your wrists too? I say that shit just clownin dogg, c'mon — how fucked up is you?» («що за лайно ти ніс про те, як ти любиш свої вени різати? Я кажу це лайно просто дуріючи, чувак, досить тобі, ти що, зовсім хворий?») Подібна тема буде далі зустрічатися в творчості Емінема.
Біт зробив The 45 King і взяв перші рядки пісні Dido «Thank You», використавши їх в якості приспіву.
Пісня зайняла 3-е місце в списку кращих реп-пісень за версією журналу Q magazine, і 10-е в аналогічному списку сайту Top40-Charts.com.; журнал Rolling Stone у своєму списку 500 найкращих пісень усіх часів поставив її на 290-е місце, Acclaimedmusic.net. поставив її на 45-е місце в списку «100 Найкращих Реп-пісень», а також на 222-е місце в списку 500 Найкращих пісень усіх часів.

### Радіо-сингли
«Bitch Please II» і «Drug Ballad» вийшли як радіо-сингли, всі потрапили в чарти, як сингл «Kill You».

## Список композицій
| #  | Назва                              | Спільно з                                | Продюсер(и)              | Тривалість |
| -- | ---------------------------------- | ---------------------------------------- | ------------------------ | ---------- |
| 1  | «Public Service Announcement 2000» | Jeff Bass                                |                          | 0:26       |
| 2  | «Kill You»                         | Dr. Dre, Mel-Man                         |                          | 4:24       |
| 3  | «Stan»                             | Dido                                     | The 45 King, Eminem (co) | 6:44       |
| 4  | «Paul» (Skit)                      | Полом Розенбергом                        |                          | 0:11       |
| 5  | «Who Knew»                         | Dr. Dre, Mel-Man                         |                          | 3:48       |
| 6  | «Steve Berman» (Skit)              | Steve Berman                             |                          | 0:54       |
| 7  | «The Way I Am»                     | Eminem                                   |                          | 4:50       |
| 8  | «The Real Slim Shady»              | Dr. Dre, Mel-Man                         |                          | 4:44       |
| 9  | «Remember Me?»                     | Sticky Fingaz, RBX                       | Dr. Dre, Mel-Man         | 3:39       |
| 10 | «I'm Back»                         | Dr. Dre, Mel-Man                         |                          | 5:10       |
| 11 | «Marshall Mathers»                 | F.B.T., Eminem                           |                          | 5:21       |
| 12 | «Ken Kaniff» (Skit)                |                                          |                          | 1:02       |
| 13 | «Drug Ballad»                      | Dina Rae                                 | F.B.T., Eminem           | 5:00       |
| 14 | «Amityville»                       | Bizarre з D12                            | F.B.T.                   | 4:15       |
| 15 | «Bitch Please II»                  | Dr. Dre, Snoop Dogg, Xzibit, Nate Dogg   | Dr. Dre, Mel-Man         | 4:48       |
| 16 | «Kim»                              | F.B.T.                                   |                          | 6:18       |
| 17 | «Under the Influence»              | Swift, Bizarre, Proof, Kuniva, Kon Artis | F.B.T., Eminem           | 5:22       |
| 18 | «Criminal»                         | F.B.T., Eminem                           |                          | 5:19       |
| 19 | «The Kids» (бонус-трек)            | F.B.T., Eminem                           |                          | 5:06       |

## Запрошені виконавці
На другому альбомі Емінема було набагато більше запрошених гостей, ніж на першому. В треку Remember Me перший куплет читає репер RBX, а другий — Sticky Fingaz, який співпрацював з Емінемом раніше (трек If I Was White з альбому Sticky Fingaz — Black Trash). Також на треку Drug Ballad співає Діна Рей, яка чомусь не згадана ні в треклисті, ні в списку виконавців. Також трек Bitch Please II — продовження треку Snoop Dogg'а Bitch Please, в першому куплеті читають Dr. Dre і Snoop Dogg, у приспіві — Nate Dogg і в другому куплеті — Xzibit. В треку «Under The Influence» крім самого Емінема читає його група D12.

## Досягнення
- Спочатку альбом займав 302 місце в списку журналу Rolling Stone кращих альбомів. У книжковому форматі цього списку, альбом зайняв 298 місце[10].
- У 2006 році альбом був обраний журналом TIME як один із ста кращих альбомів[11].
- У 2007 році Famoso Magazine заніс альбом до списку «10 Альбомів, які Ви Зобов'язані Купити».
- У 2004 році IGN заніс альбом до списку 25 кращих альбом у стилі реп.[12]
- Альбом знаходиться на 14 місці в списку «20 найбільших альбомів усіх часів і народів» за версією MTV.
- Digital Dream Door назвали альбом 19-м найкращим реп-альбомом.[13]
- У 2005 році Pitchfork Media і Stylus Magazine поставили на #93 #24 місця відповідно в списку кращих альбомів, що вийшли між 200
- Цей альбом отримав найвище місце в списку National Association of Recording Merchandisers і Rock and Roll Hall of Fame 200-х найбільших альбомів усіх часів, зайнявши 28 місце.[14]
- У 2006 році Q Magazine поставив альбом на #85 місце у списку найбільших альбомів усіх часів, це найвища позиція, яку зайняв реп-альбом у цьому списку.[15]
- У 2007 році Q Magazine назвав цей альбом одним з трьох кращих реп-альбомів. Інші два — альбом групи Public Enemy It Takes a Nation of Millions to Hold Us Back і групи Wu-Tang Clan Enter the Wu-Tang (36 Chambers).
- Це один з небагатьох альбомів, які отримали оцінку «XXL» журналу XXL. Це також був перший альбом Емінема, який оцінював цей журнал.

## Учасники запису
- Dr. Dre — Executive producer/Producer/Performer/mixing
- Eminem — Vocals, Producer, Mixing
- DJ Mark the 45 King — Producer
- Snoop Dogg — Performer
- Jeff Bass — Producer/Performer
- Steve Berman — Performer
- John Bigham — Guitar
- Chris Conway — Engineer, Mixing
- Steven King — Engineer
- Joe Martin — Production Coordination
- Lance Pierre — Engineer
- Michelle Lynn Forbes — Engineer, Mixing
- Xzibit — Performer
- Tom Coster, Jr. — Keyboards
- Mark Bass — Producer
- Mike Elizondo — Bass Guitar, Keyboards
- Larry Chatman — Project Coordinator
- Aaron Lepley — Engineer
- Camara Kambon — Keyboards
- Rick Behrens — Engineer, Mixing
- Sticky Fingaz — Performer
- RBX — Performer
- Bizarre — Performer
- D12 — Performers
- Les Scurry — Production Coordination
- Kirdis Tucker — Project Coordinator
- Jason Noto — Art Direction, Design
- James McCrone — Engineer
- Mike Butler — Engineer, Mixing
- Rob Ebeling — Engineer, Mixing
- Akane Nakamura — Engineer, Mixing

## Позиція в чартах
| Рік  | Місце         | Місце                  | Місце               | Місце               | Місце                        |
| Рік  | Billboard 200 | Top R&B/Hip Hop Albums | Top Canadian Albums | Top Albums Internet | Australian ARIA Albums Chart |
| ---- | ------------- | ---------------------- | ------------------- | ------------------- | ---------------------------- |
| 2000 | 1             | 1                      | 1                   | 1                   | 1                            |

## Сертифікації
| Регіон | Сертифікація   | Продажі    |
| --- | -------------- | ---------- |
| Аргентина (CAPIF) | Золотий        | 30 000^    |
| Австралія (ARIA) | 7× Платиновий  | 490 000    |
| Австрія (IFPI Austria) | Платиновий     | 50 000*    |
| Бельгія (BEA) | 2× Платиновий  | 100 000*   |
| Бразилія (ABPD) | Золотий        | 100 000*   |
| Канада (Music Canada) | 8× Платиновий  | 800 000^   |
| Центральна Америка (CFC) | Платиновий     |            |
| Данія (IFPI Denmark) | 6× Платиновий  | 120 000    |
| Фінляндія (IFPI Finland) | Платиновий     | 40,055     |
| Франція (SNEP) | 2× Платиновий  | 600 000*   |
| Німеччина (BVMI) | 3× Платиновий  | 900 000    |
| Греція (IFPI Greece) | Золотий        | 15 000^    |
| Угорщина (Mahasz) | Золотий        |            |
| Італія 2000-2001 sales | —              | 200,000    |
| Італія (FIMI) sales since 2009 | Платиновий     | 50 000     |
| Японія (RIAJ) | Платиновий     | 200 000^   |
| Мексика (AMPROFON) | Платиновий     | 150 000^   |
| Нідерланди (NVPI) | Платиновий     | 80 000^    |
| Нова Зеландія (RIANZ) | 5× Платиновий  | 75 000^    |
| Норвегія (IFPI Norway) | 2× Платиновий  | 100 000*   |
| Польща (ZPAV) | Платиновий     | 100 000*   |
| Південна Африка (RISA) | 2× Платиновий  | 100 000*   |
| Південна Корея | —              | 106,486    |
| Іспанія (PROMUSICAE) | Платиновий     | 100 000^   |
| Швеція (IFPI Sweden) | 2× Платиновий  | 160 000^   |
| Швейцарія (IFPI Switzerland) | 4× Платиновий  | 200 000^   |
| Велика Британія (BPI) | 9× Платиновий  | 2 700 000  |
| США (RIAA) | 11× Платиновий | 12,540,000 |
| Підсумки |                |            |
| Європа (IFPI) | 6× Платиновий  | 6 000 000* |
| *продажі, що базуються лише на сертифікаціях · ^відвантаження, що базуються лише на сертифікаціях · продажі+прослуховування, що базуються лише на сертифікаціях |                |            |

## Цікаві факти
- В The Marshall Mathers LP іноді присутні рядки, що нагадують ті, що були в альбомі Eric B. & Rakim Paid in Full. Приспів «The Way I Am» схожий з приспівом «As the Rhyme Goes On», а перші два рядки третього куплета «I'm Back» засновані на рядках «My Melody».
- Інструментальна версія пісні Dr. Dre «What's the Difference» з його альбому 2001 грає на тлі «Steve Berman (skit)».
- Приспів пісні «Remember Me?» співається кожним з трьох реперів (Eminem, RBX, і Sticky Fingaz, хто читають у пісні), і кожна рядок приспіву взято з попередніх пісень реперів. У RBX'а з «High Powered» з альбому Dr. Dre The Chronic, рядки Sticky Fingaz'а з першого альбому гурту Onyx Bacdafucup, рядки Емінема взяті з Slim Shady EP і The Slim Shady LP.
- Pacewon і Young Zee (з групи Outsidaz) повинні були читати в пісні «Amityville». Емінем і Pacewon посварилися через останнього куплету, тому обидва куплета були вирізані.
- Фраза з «Kill You», «A blood stain is orange after you wash it three or four times in the tub / But that's normal, ain't it Norman?» — натяк на Нормана Бейтса (Norman Bates), вбивцю з фільму «Психо».
- Рядок «I used to give a fuck/ now I give a fuck less/ What do I think of success/ It sucks too much to stress/ I guess I blew up quick…» з «I'm Back» запозичив Jay-Z для своєї пісні «Success», з альбому American Gangster.
- The Marshall Mathers LP був першим альбомом, де в слові «Eminem» друга «E» була повернена в іншу сторону — «Ǝ». Відтоді це стало особливим символом Емінема.
- Будинок, який зображений на обкладинці альбому, в дійсності був будинком, де виріс Емінем. Він їхав у машині, щоб показати його друзям, і вони запропонували зробити фотографію з Емінемом, що сидять на сходинках, на що тодішній власник будинку погодився.